# 鐵橋谷
鐵橋谷（英語：Ironbridge Gorge）是一個位在英國施洛普郡由塞文河切割而成的深峽谷。
該谷原名塞文谷（Severn Gorge），後來因為谷裡的世上第一座鐵橋而更名，這座鐵橋同時也是當地工業開展的紀念碑。這座橋建於1779年，將工業城鎮布羅斯利與較小的礦業城鎮梅德利和發展中的工業中心柯爾布魯德爾連接起來。
該地有兩個因素利於當地最早工業化，一是天然礦產：煤礦、鐵礦、石灰石與黏土，這些可用來製造鐵、磁磚與瓷器的礦產在這峽谷裡都暴露著而易於開採；至於另一個則是又深又廣的河流，可利於將產品運送到海邊。

## 形成
流經谷裡的塞文河向南流入布里斯托灣，而這種情況形成於最近一次的冰河時期，當時原先往北流的河被堵塞在愛爾蘭海冰原擋住所形成的拉普沃斯湖裡。後來湖的水位逐漸上升直到水越過山丘向南流去。這股水流侵蝕路上途經的山丘而造就峽谷並使塞文河永久改向南流。

## 峽谷民政教區
「峽谷」（The Gorge）是一個特爾福德-里金自治市的一個民政教區。其涵蓋範圍包括屬於一部分屬於特爾福德-里金議會區的鐵橋谷，以及例如像是艾恩布里奇、柯爾布魯德爾與柯爾波（但不包括比爾德瓦茲或布羅斯利）以及部分的傑克菲爾。

## 鐵橋谷的保存
綠色森林中心（Green Wood Centre）是一個英國全國性的重要團體，主要是針對矮林作業工業議題並花了超過20年訓練矮林與林地工人。
賽文谷鄉間基金會（Severn Gorge Countryside Trust）管理大多數的林地、草地與鐵橋谷世界遺產裡的其他鄉間地區，範圍共有260公頃（700英畝）。英國自然保育義工信託（BTCV）的「綠色健身房」（Green Gym）方案協助並與該團體一起從事林地工作。
賽文谷鄉間基金會與綠色森林中心合辦一場能夠讓當地居民在活動為當地盡一份力志工計畫，這些活動例如有矮林作業（coppicing）、灌叢排除（scrub removal）、防衛鹿群（deer fencing）、建造臺階（step building）與林地管理（woodland management）。這些已進行的工作可以在艾恩布里奇步行範圍內的Benthall Edge、Lloyds Coppice與Captain的雜樹林見到。

## 外部連結

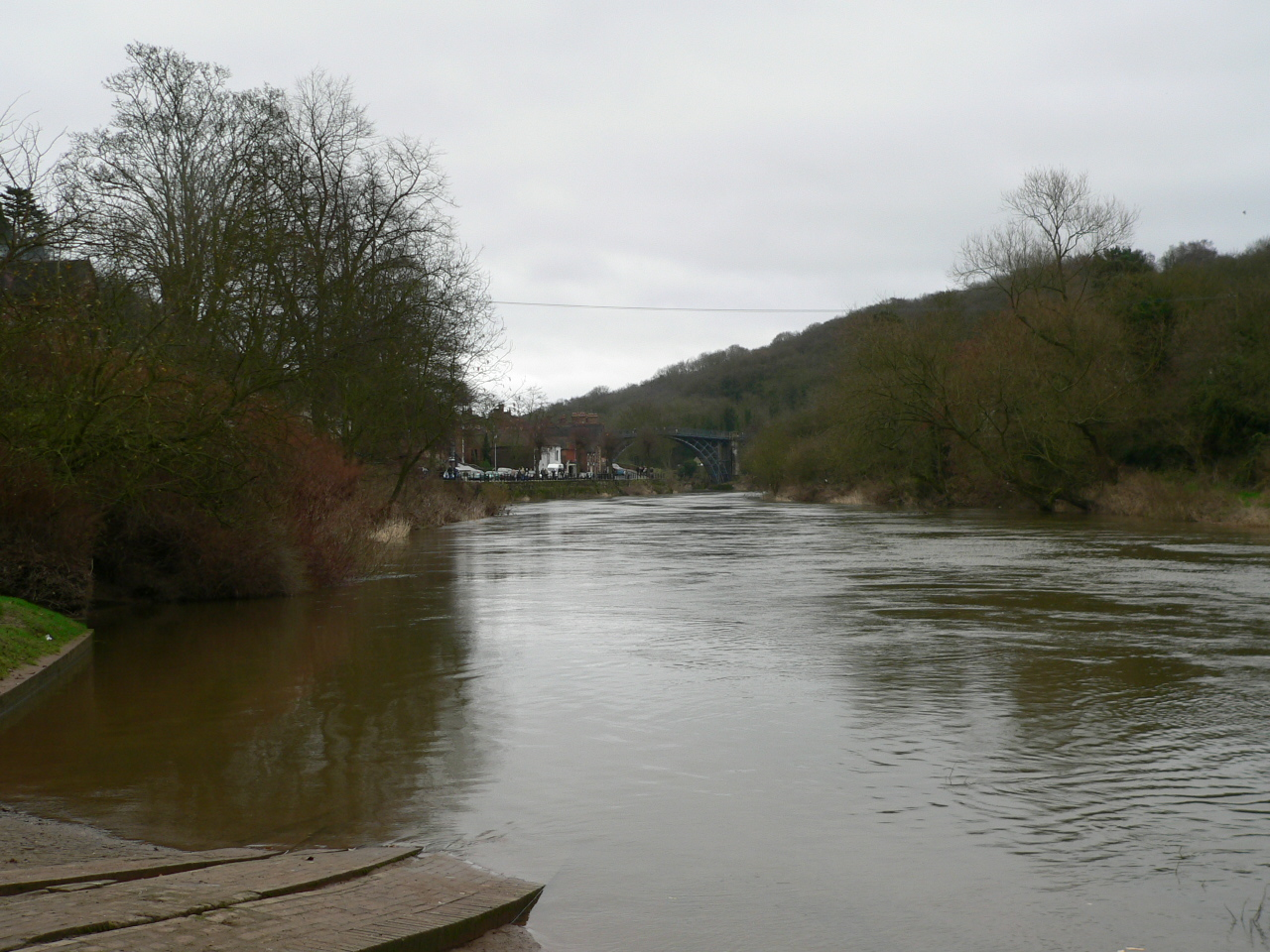
在谷裡往東看向鐵橋

- Ironbridge Gorge Visitor Information
- Telford Culture Zone （页面存档备份，存于）
- Tourism Website for Ironbridge
- Ironbridge Gorge.com （页面存档备份，存于）
- Ironbridge Pub Locations （页面存档备份，存于）
- Ironbridge Gorge Tourism website （页面存档备份，存于）
- ITV Local footage at Ironbridge Gorge （页面存档备份，存于）
- Photo of the Gorge from the air[]
- The Ironbridge Gorge （页面存档备份，存于） by Virtual Shropshire
- World Heritage Site information （页面存档备份，存于） from UNESCO
- Map of UNESCO World Heritage Site （页面存档备份，存于）
- Ironbridge Archaeology
- Green Wood Centre
- Severn Gorge Countryside Trust （页面存档备份，存于）
- Green Gym
- Landslides in the Ironbridge Gorge by the British Geological Survey （页面存档备份，存于）